# Sky Las Vegas
Sky Las Vegas – wieżowiec w Las Vegas, w stanie Nevada, w Stanach Zjednoczonych, o wysokości 152 m. Budynek został otwarty w 2007 i posiada 45 kondygnacji.